# (1596) Itzigsohn
(1596) Itzigsohn est un astéroïde de la ceinture principale.

## Description
(1596) Itzigsohn est un astéroïde de la ceinture principale. Il fut découvert le 8 mars 1951 à La Plata par Miguel Itzigsohn. Il présente une orbite caractérisée par un demi-grand axe de 2,89 UA, une excentricité de 0,13 et une inclinaison de 13,3° par rapport à l'écliptique.

## Nom
(1596) Itzigsohn fut nommé en mémoire de Miguel Itzigsohn (1908–1978), astronome argentin, spécialiste de l'astrométrie et de mécanique céleste, il a découvert 15 astéroïdes. La citation de nommage lui rendant hommage, publiée le 1er août 1980, mentionne : 

« Nommé par l'observatoire de La Plata en mémoire de Miguel Itzigsohn, ancien professeur d'astronomie sphérique et pratique et chef du département d'astronomie extra-méridienne de l'observatoire de La Plata. Il a été chargé des travaux sur les astéroïdes à La Plata et a largement contribué au développement de l’astrométrie en Argentine. »

— Minor Planet Circular 5449,

## Compléments